# A State of Trance
A State of Trance (/ə steɪt əv tɹæns/; ASOT) est une émission de radio hebdomadaire produite par les disc jockeys Armin van Buuren et Alda Events. Sa première diffusion eut lieu en mars 2001 sur les ondes de la radio néerlandaise ID&T Radio (le prédécesseur de Slam! FM). L'émission actuelle prend forme en un set de deux heures dans lequel Armin van Buuren accompagné de Ruben de Ronde, jouent les nouveaux titres du registre trance du monde entier dont la sortie est prévue le lendemain, retransmis en direct sur nombre de radios nationales ainsi que sur la plateforme YouTube, sur la chaîne d'Armin van Buuren et sur sa page Facebook. Certaines rediffusions de l'émission sont sur la plupart des services de streaming audio.
Les morceaux sélectionnés sont annoncés par Armin afin de promouvoir les artistes les ayant composés. Le site internet de l'émission est devenu populaire à travers le monde, les fans pouvant discuter au travers de chat-rooms, comme Digitally Imported, et écouter en direct le mix. Le succès du show est aussi dû aux multiples évènements tout autour du globe. Une tournée mondiale est fixée chaque année avec comme première destination Utrecht au Pays Bays jusqu'en 2023. Dès 2024 la destination change pour le complexe Ahoy à Rotterdam. Ces évènements regroupent des milliers de fans venu danser sur les DJ présent. En 2011, le 500e épisode fut célébré au travers de cinq évènements sur cinq continents. Le mix fut joué en concert à Johannesburg (Afrique du Sud), Miami (États-Unis), Buenos Aires (Argentine), Bois-le-Duc (Pays-Bas) et Sydney (Australie), entre mars et avril 2011 devant des dizaines de milliers de spectateurs.
En janvier 2021, Armin van Buuren célèbre son 1000e épisode classant les 1 000 titres préférés par les auditeurs de son émission. L’épisode a duré une semaine entière au lieu de deux heures. Le titre Shivers d’Armin van Buuren remporte la première place de ce Top 1000.

## Rubriques régulières
Chaque mix d'Armin van Buuren contient trois morceaux spéciaux choisis chacun dans une rubrique, et annoncés à travers l'émission.

### Morceau de la semaine (Tune of the Week)
Chaque semaine, Van Buuren sélectionne un titre, choix personnel du meilleur nouveau morceau édité.

### Morceau prometteur (Future Favorite)
Le Future Favorite est un morceau sélectionné par le vote par les auditeurs. Ce dernier est choisi parmi une liste de nouveaux morceaux joués pendant le précédent mix. Le vote se déroule sur le site officiel de l'émission.

### Morceau progressive de la semaine (Progressive Pick)
Chaque semaine, un son de type progressive house ou progressive trance est sélectionné et joué dans l'émission.

### Classique d'ASOT (Radio Classic)
Le Classique d'ASOT fait partie du show depuis l'épisode 284. Le Néerlandais sélectionne un morceau ayant eu un franc succès lors des précédentes années et décrit brièvement ce qui en a fait un classique de la trance. Le morceau est le dernier à être joué après deux heures d'émission.

## Compilations etA State of Trance Year Mix
Chaque année, et ce depuis 2004, Armin van Buuren sort un double CD des meilleurs moments des émissions de l'année. Une édition limitée d'une compilation de 4 CD des classiques de A State of Trance (A State of Trance Classics) est dévoilée chaque année depuis 2006. Elles sont composées de morceaux entiers, non mixés dans leur version la plus populaire (mix original ou non).
Depuis 2004, Armin van Buuren sort chaque année une compilation des meilleurs morceaux de l'année civile écoulée sous la forme d'un mix intitulé A State of Trance Year Mix. Deux versions sont proposées dans deux albums distincts : un pour la version complète où les morceaux sont joués dans leur intégralité et un pour la version raccourcie (Mixed) où Armin van Buuren raccourcit les morceaux et les mixe, sauf pour l'année 2017 où les deux versions étaient réunies dans un même album.
- 20 décembre 2012 : A State of Trance Year Mix 2012 - Mixed (1 heure et 56 minutes) ;
- 3 janvier 2013 : A State of Trance Year Mix 2012 (7 heures et 21 minutes) ;
- 20 décembre 2013 : A State of Trance Year Mix 2013 - Mixed (2 heures) ;
- 3 janvier 2014 : A State of Trance Year Mix 2013 (6 heures et 22 minutes) ;
- 19 décembre 2014 : A State of Trance Year Mix 2014 - Mixed (1 heure et 58 minutes) ;
- 2 janvier 2015 : A State of Trance Year Mix 2014 (6 heures et 20 minutes) ;
- 18 décembre 2015 : A State of Trance Year Mix 2015 - Mixed (1 heure et 58 minutes) ;
- 18 décembre 2015 : A State of Trance Year Mix 2015 (5 heures et 56 minutes) ;
- 16 décembre 2016 : A State of Trance Year Mix 2016 - Mixed (1 heure et 59 minutes) ;
- 16 décembre 2016 : A State of Trance Year Mix 2016 (6 heures et 2 minutes) ;
- 15 décembre 2017 : A State of Trance Year Mix 2017 (8 heures et 12 minutes) ;
- 14 décembre 2018 : A State of Trance Year Mix 2018 - Mixed (2 heures) ;
- 14 décembre 2018 : A State of Trance Year Mix 2018 (5 heures et 59 minutes) ;
- 13 décembre 2019 : A State of Trance Year Mix 2019 - Mixed (1 heure et 59 minutes) ;
- 13 décembre 2019 : A State of Trance Year Mix 2019 (6 heures et 12 minutes) ;